# Epirrhoe ochreata
Epirrhoe ochreata är en fjärilsart som beskrevs av Wagner 1926. Epirrhoe ochreata ingår i släktet Epirrhoe och familjen mätare. Inga underarter finns listade i Catalogue of Life.